# Diguetia canities dialectica
Diguetia canities dialectica is een spinnensoort uit de familie Diguetidae. De soort komt voor in Mexico.